# Озорник (фильм)
«Озорник» (узб. Shum bola/Шум бола) — советский художественный фильм режиссёра Дамира Салимова по одноимённой повести Гафура Гуляма. Фильм создан на киностудии «Узбекфильм» в 1977 году.

## Сюжет
В фильме рассказывается о приключениях убежавшего из дома подростка, который сталкивается с различнейшими людьми и жизненными ситуациями.
Ташкент, лето 1916 года. 12-летний Карабай живёт с матерью-вдовой и сёстрами. Получив нагоняй за очередную проказу, он сразу же попадается на следующей — выносе яиц и сала, чтобы устроить «плов в складчину» с друзьями. Карабай прячется от матери и старшей сестры в заброшенном доме, но натыкается на шайку вора Султана. Султан преследует его с ножом, и Карабай удирает из города.
В селении, куда Карабай добирается к ночи, его нанимает местный житель, чтобы тот ночевал в хлеву, и если больной бык начнёт умирать, позвал хозяина и помог зарезать. Карабай самостоятельно убивает быка, чтобы не тревожить хозяина, но наутро выясняется, что он в темноте зарезал ишака.
Удирая по крышам от разъярённого нанимателя, Карабай проваливается в дымоход и застревает в тандыре, в результате чего ночью видит, как жена купца принимает любовника. Угрожая поднять шум, Карабай получает от них деньги и еду и уходит.
Карабай ночует на базарной площади. Наутро его обвиняют в соучастии в краже и начинают выбивать признание. Перепуганный он сознаётся во всех возможных и невозможных преступлениях, включая убийство избивающего. Толпа смеётся, и его отпускают.
Карабай нанимается убирать яблоки в поместье бая, но предупреждает, что он «не может не соврать». Бай любит словесно издеваться над работниками, а когда это развлечение надоедает — переходит к рукоприкладству. Когда работникам оказывается нужно позвать бая в поместье, желающих нет, и вызывается Карабай. Но вместо новостей из поместья пересказывает вариант истории о слуге Маймунде: сломали дорогой нож, снимая шкуру с любимой собаки бая, которая умерла, объевшись мяса дорогой лошади, которая пала от усталости, когда на ней возили воду для тушения поместья, которое загорелось от свечи, которую поставили над погибшим младшим сыном бая. В итоге Карабая выгоняют, заплатив гнилыми яблоками.
Карабай удачно продаёт яблоки на базаре и затем встречает там друга Амана, который нанялся в пастухи и приглашает Карабая присоединиться. Затем друзья видят необычную сцену — вор Султан обвиняет крестьянина в краже кошелька, а Амана и Карабая заставляет свидетельствовать в свою пользу.
В следующей сцене Султан хвастается перед бандой, как на спор украл у крестьянина кошелёк, вложил туда своё кольцо, вернул кошелёк, после чего обратился в полицию и добился ареста, а затем на радостях дал взятку, чтобы крестьянина выпустили. Когда Карабай пытается уйти, Султан его не пускает, говоря, что ему теперь один путь — с бандой. Но когда банда начинает бить одного из участников застолья — трусливого мошенника-домлу — подростки незаметно удирают. За городом они ссорятся и уходят в разные стороны.
Вернувшись в Ташкент, Карабай помогает старику донести мешок лепёшек из пекарни до дому. Старик — Хаджи-баба — держит курильню анаши. Он нанимает Карабая за еду и чаевые. Карабай хорошо зарабатывает, ему интересно общаться с завсегдатаями — умными и образованными, хотя неуклонно деградирующими людьми. Но он тоскует по семье. Понимая, что добром его не отпустят, он провоцирует Хаджи-бабу его выгнать.
После всех приключений, хорошо заработав, Карабай, наконец, возвращается домой. Но слишком поздно — его мать умерла от болезни.

### Отличия от повести
Ряд эпизодов повести в фильм не вошли, в том числе: жизнь у дяди сразу после побега из дома; жизнь Карабая с дервишами; почти все события с участием Амана: как домла, Аман и Карабай обмывали покойника, как Аман и Карабай перегоняли овец, как Аман и Карабай пасли, а затем убили корову, как Аман пытался предать Карабая. В отличие от фильма, у повести счастливый финал — Карабай возвращается с заработанными деньгами к живой матери.
Также отсутствуют авторские пояснения и внутренние монологи главного героя, поэтому ряд ситуаций непонятен зрителю, незнакомому с реалиями дореволюционной Средней Азии, и не всегда ясна мотивация персонажей. В фильме кажется, что сцена с падением в тандыр и шантажом любовников длится несколько минут, хотя начинается утром, а заканчивается ночью — в книге Карабай при падении застрял, поэтому был вынужден просидеть в печи до ночи, пока его не вытащили. В фильме ссора с Аманом выглядит беспричинной — в книге Аман долго страдал от злых шуток Карабая и регулярно терял работу, куда они нанимались вместе. В фильме непонятно, зачем Карабай взрывает флакон с водой в чилиме — в книге он поясняет, что добровольно его не отпустят, поэтому он провоцирует Хаджи-бабу его выгнать.

## Награды
1978 — 11-й Всесоюзный кинофестиваль в Ереване: приз жюри за лучший фильм для детей и юношества.